# Vuelo 129 de Airbus Industrie
El vuelo 129 de Airbus Industrie fue un Airbus Industrie A330-321 en vuelo de prueba que concluyó en accidente el 30 de junio de 1994 en el aeropuerto de Toulouse-Blagnac (Francia), matando a las siete personas a bordo. El último vuelo de prueba fue para certificar la capacidad de despegue en fallo de un motor del avión.
Fue el primer accidente fatal en el que se vio envuelto un Airbus A330 así como la primera pérdida total de un aparato del tipo. Permaneció como el único accidente mortal de un A330 hasta el accidente del vuelo 447 de Air France el 1 de junio de 2009.

## Aeronave
El avión implicado en el accidente fue un Airbus A330-321, registro F-WWKH, c/n 42. Equipado con dos plantas motrices Pratt & Whitney PW4164, efectuó su primer vuelo el 14 de octubre de 1993. El avión apenas tenía ocho meses en el momento del accidente. El avión pertenecía a Thai Airways International y estaba realizando pruebas de vuelo delegados por el propietario. Airbus Industrie todavía tenía pendiente la compensación a Thai Airways por la pérdida de otro aparato que habían dañado durante las pruebas en diciembre de 1993.

## Objetivos de la prueba
El objetivo del vuelo fue probar el comportamiento del avión en un fallo de motor simulado tras el despegue, que significaba mover hacia abajo la palanca de gases de uno de los motores del avión hasta dejarlo al ralentí y desconectar uno de los circuitos hidráulicos. Durante la mayoría de las pruebas, el piloto automático del avión debía ser configurado para llevar el avión hasta una altitud de 2000 pies (609,6 m). Esta prueba que llevó al accidente tenía una configuración del centro de gravedad cercana al límite posterior, lo que se conseguía portando toneladas de agua en garrafas en la parte posterior de la cabina del avión.
El capitán fue el jefe de pilotos de Airbus, Nick Warner. El copiloto fue Michel Cais, un capitán en formación de Air Inter que había estado trabajando para la escuela de formación de Airbus, Aeroformation. Un ingeniero de vuelo, Jean-Pierre Petit, se encontraba a bordo como tercer miembro de la tripulación.
La administración de Airbus estaba interesada en promocionar el avión a clientes potenciales, y no tenían el vuelo de prueba como peligroso, por lo que invitaron a cuatro pasajeros al avión: dos ejecutivos de Airbus (Philippe Tournoux y Keith Hulse), y dos pilotos de Alitalia, Alberto Nassetti y Pier Paolo Racchetti, quienes estaban en Toulouse para un programa de formación en vuelo comercial en la sede de Airbus.

## Accidente
El aparato ya había realizado un aterrizaje, tras los que el capitán llevó a cabo dos aproximaciones frustradas con pérdida simulada de motor, lo que les había llevado un total de 55 minutos. El segundo despegue sería realizado con el centro de gravedad del avión situado al extremo en la posición posterior. En esta ocasión el aparato fue controlado por el copiloto, mientras que las acciones de desconectar el motor y el sistema hidráulico, así como encender el piloto automático, serían llevados a cabo por el capitán. El despegue fue completado satisfactoriamente y el capitán redujo la potencia del motor y desconectó el sistema hidráulico. Fueron necesarios tres intentos para conectar el piloto automático y el avión comenzó a ascender a 2000 ft. El avión ascendió demasiado rápido, reduciendo la velocidad hasta los 100 nudos (185 km/h), por debajo del mínimo de 118 nudos requeridos para mantener el control. El avión comenzó a rotarse, por lo que la tripulación redujo la potencia en el motor operante para contrarrestar la asimetría de empuje. Esto exacerbó el problema y el avión entró en actitud de morro abajo a quince grados y poco después impactó contra el terreno. Las siete personas que estaban a bordo fallecieron, y el avión quedó totalmente destrozado.

## Investigación
El accidente fue investigado por una comisión de investigación perteneciente a la Dirección General del Ejército (DGA), dentro de la agencia de desarrollo y fomento de Defensa del Gobierno francés para investigar los accidentes en el contexto de las pruebas de vuelo. La comisión encontró que el accidente se debió a "una combinación de diversos factores, ninguno de los cuales, por sí solo, hubiesen causado el accidente." Estos incluyen:
- La fatiga del capitán Warner tras un "día extremadamente ajetreado" que habían incluido un vuelo de demostración de A321, la supervisión de una sesión de simulador, y dos reuniones, incluyendo una rueda de prensa;

- Ausencia de reunión completa prevuelo, provocada por la programación de Warner, y la posible complacencia por la ausencia de eventos en las pruebas previas al despegue;

- Elección del empuje en modo despegue/aproximación frustrada en lugar de la configuración ligeramente inferior "Flex 49", que provocó un empuje asimétrico más elevado de lo previsto durante el fallo simulado de motor;

- Elección de configuración de guiñada de 2.2° de morro arriba; que si bien se encontraba dentro de los límites aceptables, fue inadecuado para la configuración de vuelo extrema con un centro de gravedad tan desplazado.

- El piloto automático había quedado seleccionado en 2000 pies (609,6 m) de altitud desde  la prueba anterior;

- Ausencia de protección de comportamiento en el modo de captura de altitud del piloto automático;

- Ausencia de aclaración de funciones entre el capitán y el copiloto; el copiloto rotó el avión de forma "firme y muy rápida" tras una actitud luego del despegue de 25°, en comparación con los 14,5° habituales en los despegues previos;

- El capitán llevó a cabo los procedimientos de la prueba justo tras el despegue: encendido del piloto automático, reducción del empuje del motor izquierdo, y la desactivación del circuito hidráulico; esto provocó que temporalmente estuviese "fuera del rol de pilotaje."

- Falta de indicación visual del modo de piloto automático, entorpecido por la fuerte actitud de morro arriba;

- Sobreconfianza en la actitud dentro de la cabina;

- Reacción tardía del ingeniero de vuelo para cambiar los parámetros de vuelo, especialmente la velocidad;

- Lentitud de reacción del capitán en afrontar una situación anormal.